# Hi! Pristin
Singles
1. We
Sortie : 27 juin 2016
2. Wee Woo
Sortie : 21 mars 2017
3. Black Widow
Sortie : 19 mai 2017

Hi! Pristin est le premier mini-album enregistré par le girl group sud-coréen Pristin. Il est sorti le 21 mars 2017 sous Pledis Entertainment et est distribué par LOEN Entertainment. L'album se compose de six chansons, dont le single "Wee Woo". Afin de promouvoir leur EP, le groupe est apparu dans plusieurs émissions musicales coréennes, notamment le Music Bank et Inkigayo. Un vidéoclip pour la chanson titre est sorti le 21 mars.
L'EP est un succès commercial, se classant à la 4e place du Gaon Album Chart et à la 10e place du Billboard's World Albums Chart. Il s'est vendu à plus de 36 402 exemplaires physiques à compter d'avril 2017.

## Contexte et sortie
Le 3 mars 2017, Pledis Entertainment annonce officiellement que le premier mini-album du groupe se nommera Hi! Pristin, et que sa sortie serait prévue pour le 21 mars. Quelques jours plus tard, le 7 mars, un emploi du temps pour la sortie des teasers pour le groupe paraît. Le 14 mars, un highlight medley de l'EP sort via la chaîne YouTube officielle de Pristin. Le même jour, la liste des pistes de l'album est révélée.
Hi! Pristin sort le 21 mars 2017 par le biais de plusieurs sites musicaux, tels que MelOn en Corée du Sud et iTunes pour le marché international,.

## Vidéoclip
Le 17 mars 2017, le premier teaser pour le vidéoclip sort. Le deuxième et dernier teaser paraîtra le lendemain,.
Le vidéoclip sort le 21 mars, à la fois sur la chaîne YouTube de Pristin et de 1theK. Le vidéoclip a récolté plus de 4 millions de vues en moins d'une semaine,.

## Promotion
Pristin a fait ses débuts sur scène en interprétant "Black Widow" et "Wee Woo" au M Countdown (Mnet) le 23 mars 2017,. Elles ont ensuite enchaîné avec le Music Bank (KBS) le 24 mars, le Show! Music Core (MBC) le 25 mars puis l'Inkigayo (SBS) le 26 mars.

## Performance commerciale
Hi! Pristin a intégré le Gaon Album Chart à la 4e place lors de la semaine du 19 au 25 mars 2017. L'EP s'est classé 10e dans l'US Billboard's World Albums Chart. L'EP s'est aussi classé 10e dans le Gaon Album Chart du mois de mars, avec 23 519 exemplaires physiques vendus, et est resté pendant trois mois dans le top 10,.
La chanson titre "Wee Woo" s'est classée 52e dans le Gaon Digital Chart pour la semaine du 19 au 25 mars 2017, avec 36 390 téléchargements effectués. À la fin du mois de mars, il s'était vendu plus de 138 000 exemplaires,.

## Liste des pistes
Source: crédits de MelOn
| 1.    | Be the Star | Nayoung, Eunwoo                                 | Yehana, Anchor, Maja Keuc                     | Jo Michelle, Anchor            | 3:26 |
| 2.    | Wee Woo     | Sungyeon, BUMZU, Bae Soojung, Gustav Karlstrom  | Sungyeon, BUMZU, Anchor, Park Kitae           | BUMZU, Anchor, Park Kitae      | 3:12 |
| 3.    | Black Widow | Roa, Sungyeon                                   | Rena, Simon Petren, Ylva Dimberg, Jo Michelle | Simon Petren                   | 3:13 |
| 4.    | Running     | Roa, Rena, Sungyeon                             | Sungyeon, Glory Face, Anchor                  | Sungyeon, Anchor               | 3:07 |
| 5.    | Over N Over | Eunwoo, Sungyeon, Yuha, Kyulkyung, Xiyeon, Kyla | Eunwoo, Lee Joohyung, Gustav Karlstrom        | Lee Joohyung, Gustav Karlstrom | 3:42 |
| 6.    | We          | Roa, Eunwoo, Sungyeon, Xiyeon                   | Eunwoo, Sungyeon, KINIE.K                     | KINIE.K, Lee Kihyun            | 3:54 |
| 20:34 |             |                                                 |                                               |                                |      |

## Classements

### Hebdomadaires
| Classement (2017)                     | Meilleure position |
| ------------------------------------- | ------------------ |
| Corée du Sud (Gaon Album Chart)       | 4                  |
| États-Unis (Billboard's World Albums) | 10                 |

### Mensuels
| Classement (2017)               | Meilleure position |
| ------------------------------- | ------------------ |
| Corée du Sud (Gaon Album Chart) | 10                 |

## Historique de sortie
| Région       | Date         | Format             | Label                                    |
| ------------ | ------------ | ------------------ | ---------------------------------------- |
| Corée du Sud | 21 mars 2017 | CD, téléchargement | Pledis Entertainment, LOEN Entertainment |
| Mondial      | 21 mars 2017 | Téléchargement     | Pledis Entertainment, LOEN Entertainment |